# Cadmea
Cadmea o Cadmeia (Καδμεία) era la ciudadela de Tebas, y era nombrada así por el legendario fundador fenicio de la ciudad: Cadmo.
Es posible que esta ciudadela estuviera asentada en ese sitio desde la temprana Edad del Bronce, aunque existen pocos registros y la historia del asentamiento sólo puede ser datada con seguridad desde el último periodo micénico.

## Período Clásico
En el Periodo Clásico, Cadmea tuvo el mismo propósito que la acrópolis de Atenas, muchos edificios públicos fueron situados dentro de esta ciudadela, y se piensa que las asambleas de Tebas y de la Liga Beocia pudieron reunirse aquí. Durante la invasión espartana (en 382-379/372 a. C.) y la invasión macedónica las guarniciones extranjeras se estacionaban en Cadmea.

## Destrucción y reconstrucción de Cadmea

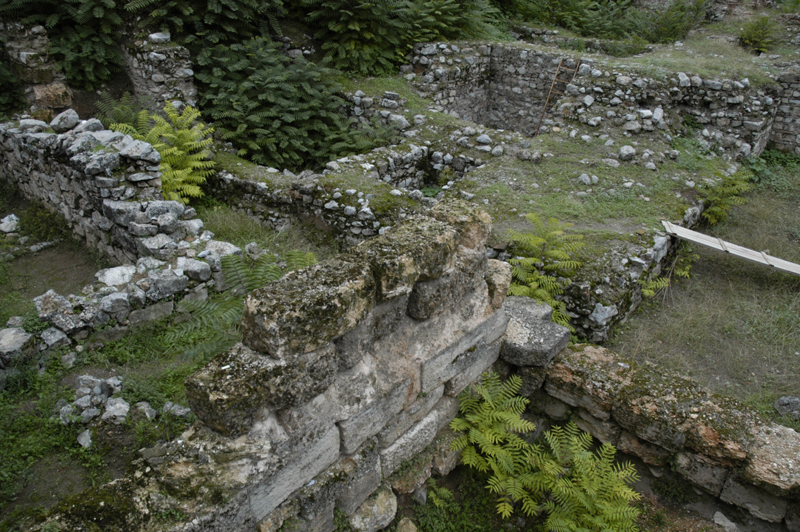
Restos de Cadmea.

Alejandro Magno destruyó Cadmea en el 335 a. C., al arrasar la ciudad de Tebas como advertencia a las otras ciudades griegas, para que estas contemplaran el destino que les aguardaría si se oponían a su gobierno. Casandro, el general macedonio que heredó los territorios griegos de Alejandro después de su muerte, reconstruyó Cadmea en 316 a. C.
- Datos: Q1276854
- Multimedia: Kadmeio palace / Q1276854